# Pyrenaearia velascoi
Pyrenaearia velascoi es una especie de molusco gasterópodo de la familia Hygromiidae.

## Distribución geográfica
Es endémica de las laderas norte de los montes vascos, en País Vasco y Navarra (España).  